# Stenochiton cymodocealis
Stenochiton cymodocealis is een keverslakkensoort uit de familie van de Ischnochitonidae. De wetenschappelijke naam van de soort is voor het eerst geldig gepubliceerd in 1918 door Ashby.